# Terraingesellschaft Neu-Westend

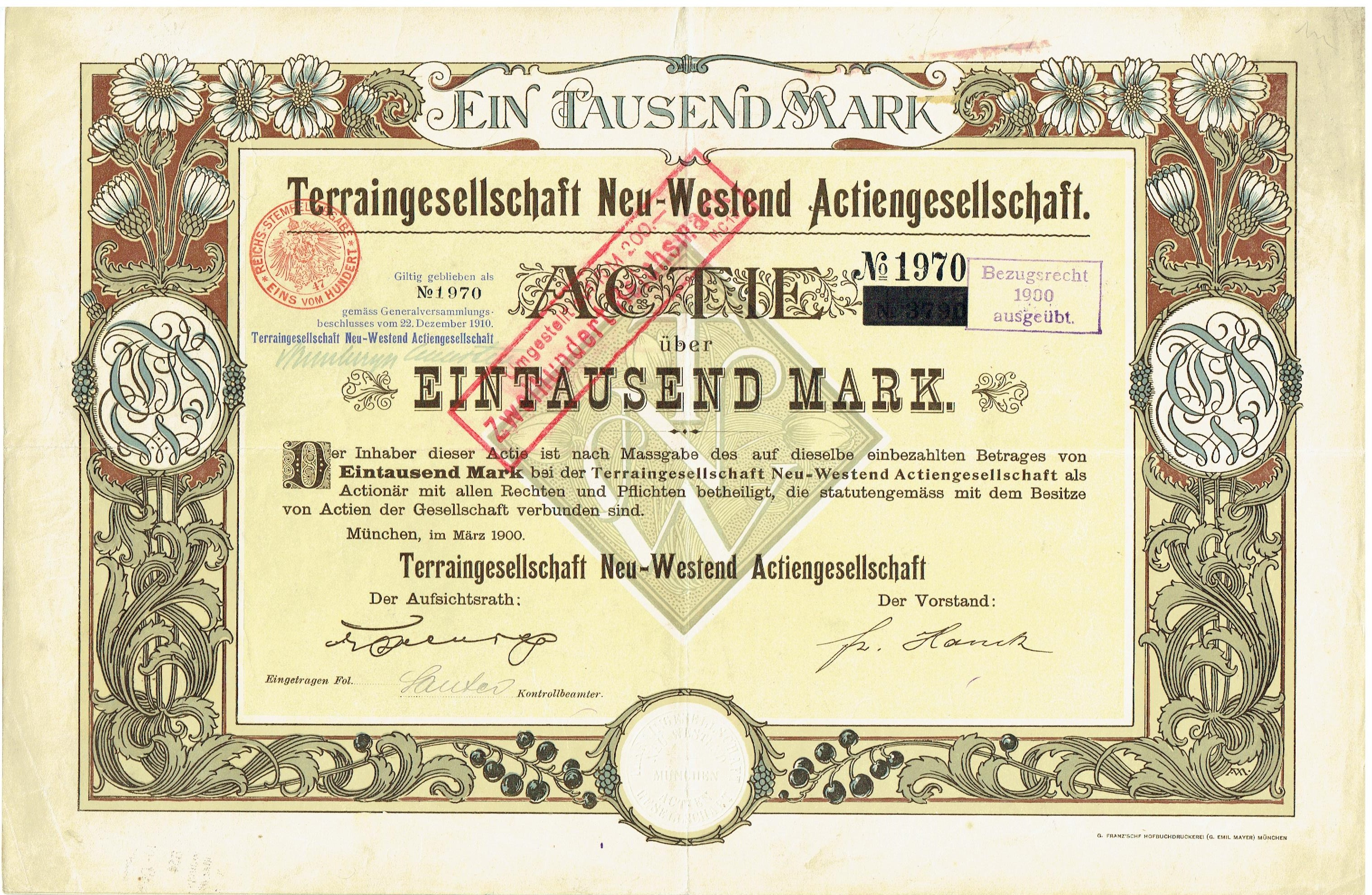
Gründeraktie der Terraingesellschaft Neu-Westend AG vom März 1900

Die Terraingesellschaft Neu-Westend AG war eine Aktiengesellschaft mit Sitz in München, die unter anderem die Villenkolonie Pasing II entwickelte.
Die Gesellschaft wurde am 7. März 1900 gegründet. Sie besaß rund 125 Hektar Bauland in Laim, Pasing und Obermenzing, die verwertet werden sollten. Die 1908 erfolgte Eröffnung der Straßenbahnlinie über Laim nach Pasing führte zu einer Wertsteigerung des Baulandes der Gesellschaft. Die Wirtschaftskrise nach der Hyperinflation 1923 bereitet der Gesellschaft zunehmend Probleme. 1932 wurde die in München und Berlin börsennotierte AG insolvent.
Im Handbuch der deutschen Aktiengesellschaften von 1943 ist die Gesellschaft nicht mehr aufgeführt.